# Pradziad
Pradziad (cz. Praděd, niem. Altvater, historyczna nazwa Keylichter Schneeberg) – najwyższy szczyt (góra) o wysokości 1491 m n.p.m. (podawane są też wysokości 1491,3 m n.p.m. , 1492 m n.p.m.  lub 1493 m n.p.m.) w paśmie górskim Wysokiego Jesionika (cz. Hrubý Jeseník), w północno-wschodnich Czechach, w obrębie gminy Malá Morávka. Jest najwyższym szczytem Jesioników (cz. Jeseníky), Śląska Czeskiego, Górnego Śląska i Moraw, piątym w całych Czechach, a zarazem najwyższym szczytem Sudetów Wschodnich. Rozległość góry (powierzchnia stoków) szacowana jest na około 8,3 km², a średnie nachylenie wszystkich stoków wynosi około 9°. Pradziad jest szczytem o największej tzw. minimalnej deniwelacji względnej (wybitności) Wysokiego Jesionika (983 m), w porównaniu do najbliższego, wyższego szczytu Śnieżki (Karkonosze), względem kluczowej przełęczy o nazwie Bohdašínské sedlo.
Jedno z najpopularniejszych i najbardziej uczęszczanych górskich miejsc turystycznych w Czechach z wybitnym punktem widokowym i obserwacyjnym na wieży telewizyjnej. Znany ośrodek narciarski z rozbudowaną bazą turystyczną (schroniska i hotele górskie).

## Historia

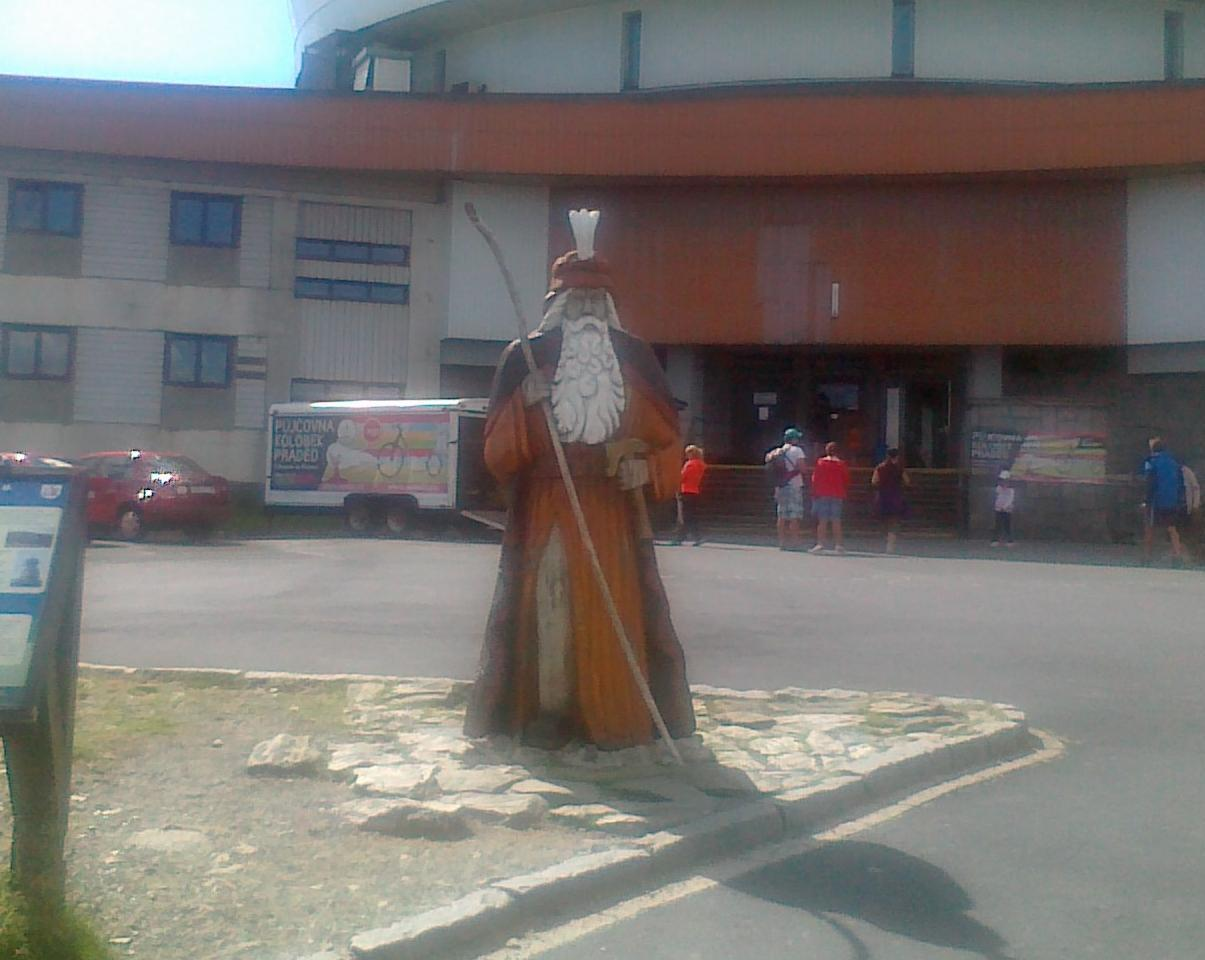
Rzeźba legendarnego starca Pradziada przy wieży na górze Pradziad, którą wykonał Czech Jiří Halouzka (2015 rok)

Nazwa góry pierwotnie brzmiała od około 1377 roku Keylichter Schneeberg, później od około 1611 roku Schneeberg. W 1497 roku po raz pierwszy nazwano górę Altvater, a w XIX wieku jako Vaterberg, oznaczającą najwyższą, najważniejszą, tak jak „dziadek” (najstarszy mężczyzna). Czeski przekład Praděd pojawia się po raz pierwszy w 1848 roku. „Pradziad” to też siwowłosy, sędziwy, wąsaty starzec pojawiający się w ludowych legendach, którego symbolizuje rzeźba z drewna dębowego, o wysokości 214 cm i wadze 600 kg, którą wykonał czeski rzeźbiarz Jiří Halouzka z Jiříkova, ustawiona w 2012 roku przy drodze wjazdowej na szczyt, nieopodal wieży.
Do XX wieku pod Pradziadem prowadzono gospodarkę pasterską, głównie wypas owiec oraz wyrąb lasów. Od początku XIX wieku terenami tymi zainteresowali się coraz liczniej przybywający turyści, a co za tym idzie chaty pasterskie zastępowano budową chat turystycznych, schronów i wież widokowych. Stopniowo działalność przesuwała się coraz bardziej w kierunku świadczenia usług turystycznych w związku ze spadkiem opłacalności wypasu zwierząt hodowlanych (owiec, bydła) na wyższych obszarach górskich. U schyłku (XVIII i XIX) wieku na szczycie Pradziada znajdowała się niewielka chata, która służyła jako schron przy złej pogodzie. Później zbudowano na jej miejscu mały budynek, ale jego pojemność wkrótce przestała być wystarczająca dla rosnącej liczby turystów, dlatego postanowiono zbudować wieżę widokową. 

### Kamienna wieża widokowa Altvaterturm

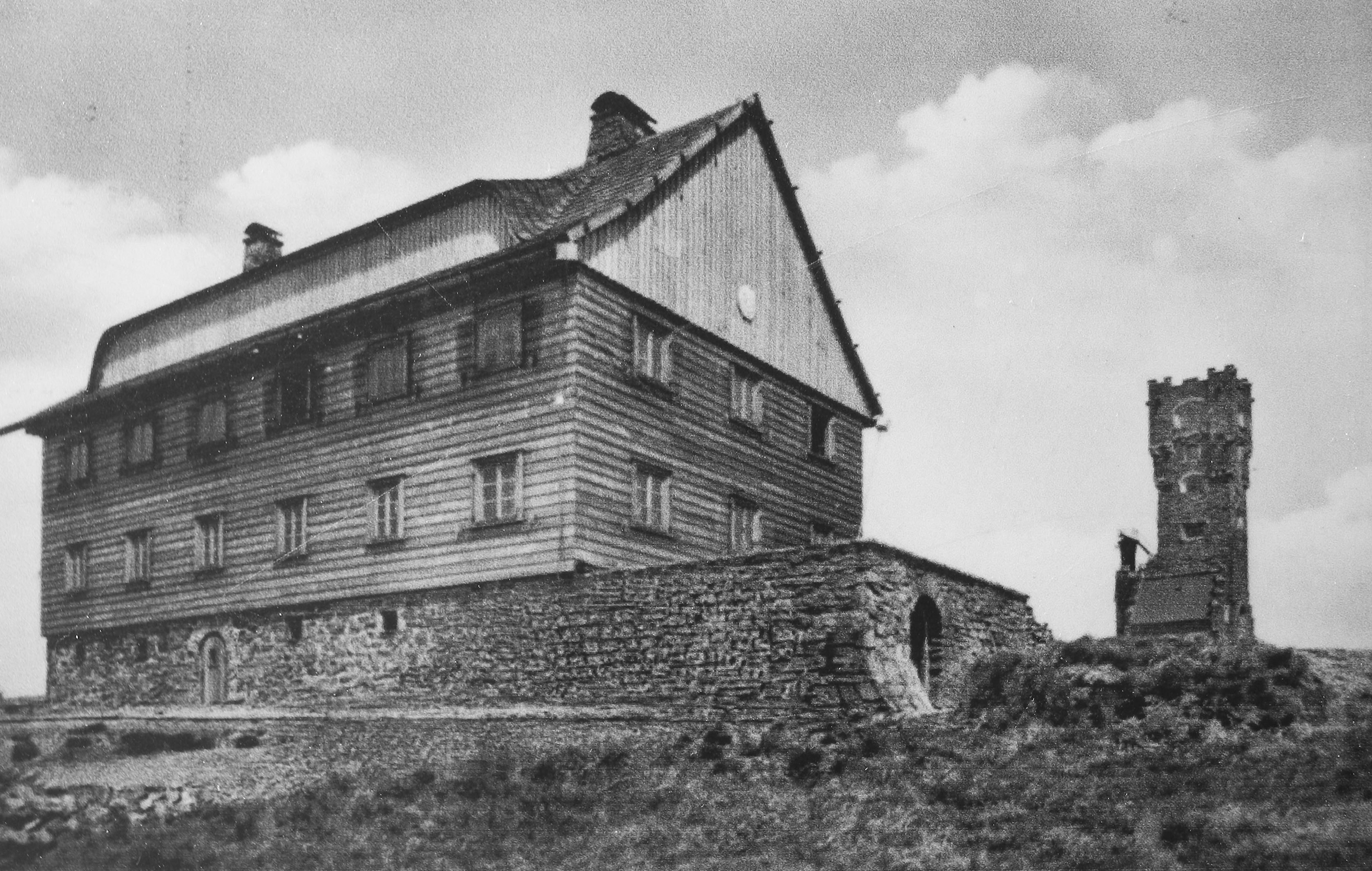
Poštovní chata i wieża widokowa Altvaterturm na szczycie Pradziada (1946 rok)

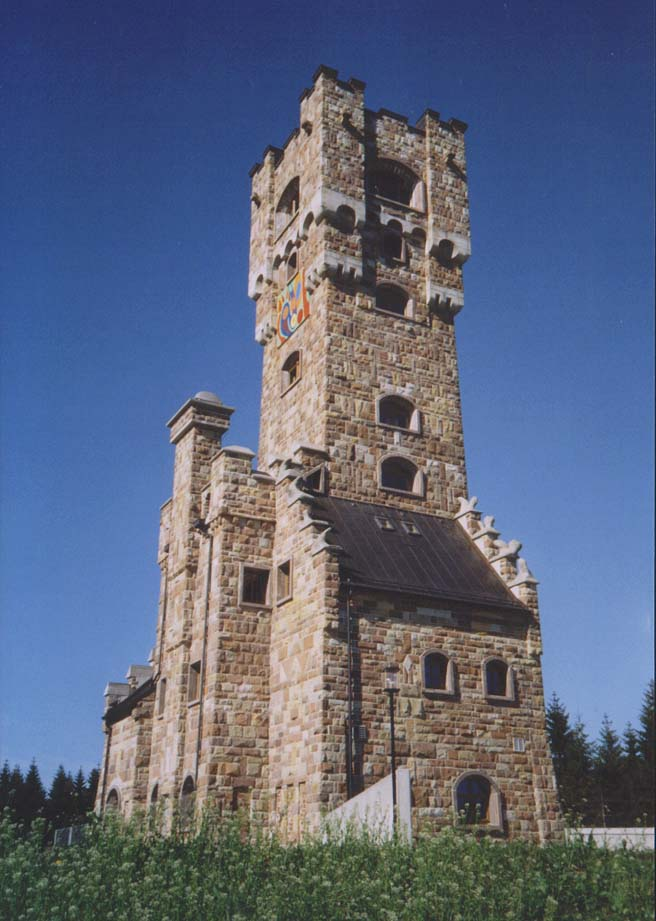
Wieża Altvaterturm – wierna rekonstrukcja z 2004 roku na wzgórzu Wetzstein koło Lehestenu w Turyngii (2005 rok)

W latach 1903–1912 według projektu wiedeńskiego architekta Franza Rittera von Neumanna została wzniesiona przez organizację turystyczną o nazwie Morawsko-Śląskie Sudeckie Towarzystwo Górskie (niem. Mährisch-Schlesischer Sudetengebirgsverein (MSSGV)) pod nadzorem Františka Gregera z Jesionika kamienna, neogotycka wieża widokowa o niemieckiej nazwie Altvaterturm, do 1921 roku nazywana Habsburgwarte, a po przyłączeniu Kraju Sudetów do III Rzeszy nazywana Adolf Hitler Turm o wysokości 32,5 m oraz wymiarach poziomych (15 × 14,5) m. Była to masywna budowla z grubymi ścianami, głębokimi oknami, gotyckimi występami, zwieńczona blankami. Budowla ta miała 23 pokoje rozmieszczone na 7 piętrach. Na parterze znajdowała się restauracja, nad nią pokoje, a na szczycie platforma widokowa o wymiarach (7,8 × 7,8) m. Przy wieży znajdowała się drewniana chata, służąca jako bar. Odbiór techniczny wieży nastąpił 4 lipca 1912 roku. Od samego początku budowla źle znosiła trudne warunki klimatyczne i wymagała ciągłych napraw, dokonywanych w latach 1926–1934. W czasie II wojny światowej znajdowała się w niej stacja meteorologiczna Wehrmachtu. W pobliżu wieży widokowej zbudowano podczas II wojny światowej nieistniejący dziś budynek o nazwie Poštovní chata, który służył po wojnie jako restauracja, stacja meteorologiczna i siedziba Pogotowia Górskiego. Po wojnie w 1946 roku wieża została zamknięta dla turystów. Ponownie otwarta w latach 1951–1957, kiedy to po odkryciu szczelin w murach została ponownie zamknięta przez nadzór budowlany. 2 maja 1959 roku wieża uległa zawaleniu, a w 2004 roku, w Turyngii w Niemczech, na wzgórzu Wetzstein koło Lehestenu została wzniesiona wierna kopia wieży Altvaterturm.

## Charakterystyka

### Lokalizacja
Góra Pradziad położona jest niemalże w centralnym rejonie całego pasma Wysokiego Jesionika, leżąca w części Wysokiego Jesionika, w północno-wschodnim obszarze (mikroregionu) o nazwie Masyw Pradziada (cz. Pradědská hornatina) i jest głównym szczytem tego Masywu, leżącym na jego głównym grzbiecie, w jego środkowej części ciągnącej się od przełęczy Červenohorské sedlo do przełęczy Skřítek. Pradziad jest szczytem dobrze rozpoznawalnym i charakterystycznym z trzonem wysmukłej wieży, przypominającej kształtem rakietę kosmiczną, ustawionej na jego wierzchołku, a co za tym idzie najlepiej rozpoznawalnym szczytem tego pasma. Jest dobrze widoczny z wielu punktów widokowych oraz wyższych miejsc w promieniu nawet kilkuset kilometrów, nie tylko w Czechach, ale również w południowo-zachodnich województwach Polski: opolskim czy dolnośląskim. Widoczny z wielu szczytów pasma Wysokiego Jesionika oraz z wielu innych odkrytych miejsc. 
Jak każdy region czy mikroregion tak i góra ma swoje ograniczenia wynikające z usytuowania względem sąsiednich gór czy szczytów, gdzie granicami są przełęcze czy inne załamania stoków, jak np. żleby czy doliny płynących rzek lub potoków. Górę ograniczają: od północnego wschodu dolina potoku Środkowa Opawa (cz. Střední Opava), mało wybitna przełęcz o wysokości 1160 m n.p.m. w kierunku szczytu Sokol, dolina potoku o nazwie Sokolí potok, przełęcz o wysokości 1147 m n.p.m. w kierunku szczytu Prostřední vrch i dolina potoku Videlský potok, od wschodu przełęcz o wysokości 1197 m n.p.m. w kierunku szczytu Ostrý vrch, od południowego wschodu dolina potoku Biała Opawa (cz. Údolí Bilé Opavy), od południa przełęcz U Barborky (najwyższa drogowa przełęcz Wysokiego Jesionika i Masywu Pradziada z asfaltową drogą o ograniczonym ruchu pojazdów i skrzyżowaniem turystycznym o nazwie U Barborky) w kierunku szczytu Petrovy kameny, od południowego zachodu dolina potoku Velký Dědův potok, płynącego w żlebie Důl Velkého Děda, dolina rzeki Divoká Desná, dolina potoku Malý Dědův potok, przełęcz o wysokości 1283 m n.p.m. w kierunku szczytu Divoký kámen i dolina nienazwanego potoku, będącego dopływem rzeki Divoká Desná, płynącego w żlebie Divoký důl, od zachodu przełęcz o wysokości 1407 m n.p.m. w kierunku szczytu Velký Děd oraz od północnego zachodu dolina potoku Česnekový potok (1), płynącego w żlebie Česnekový důl i przełęcz o wysokości 1341 m n.p.m. w kierunku szczytu Malý Děd. W otoczeniu góry znajdują się następujące szczyty: od zachodu Velký Děd, od północnego zachodu Medvědí hřbet, Velký Jezerník–JZ, Velký Jezerník i Malý Děd, od północy Kamzičí vrch, od północnego wschodu Sokol, Sokolí skála (1), Bučina i Prostřední vrch, od wschodu Ostrý vrch, od południowego wschodu Hradečná i Temná, od południa Petrovy kameny, od południowego zachodu Vysoká hole–JZ, Kamzičník, Zámčisko, Zámčisko–S, Nad soutokem, Velká Jezerná–J i Divoký kámen.       

### Stoki

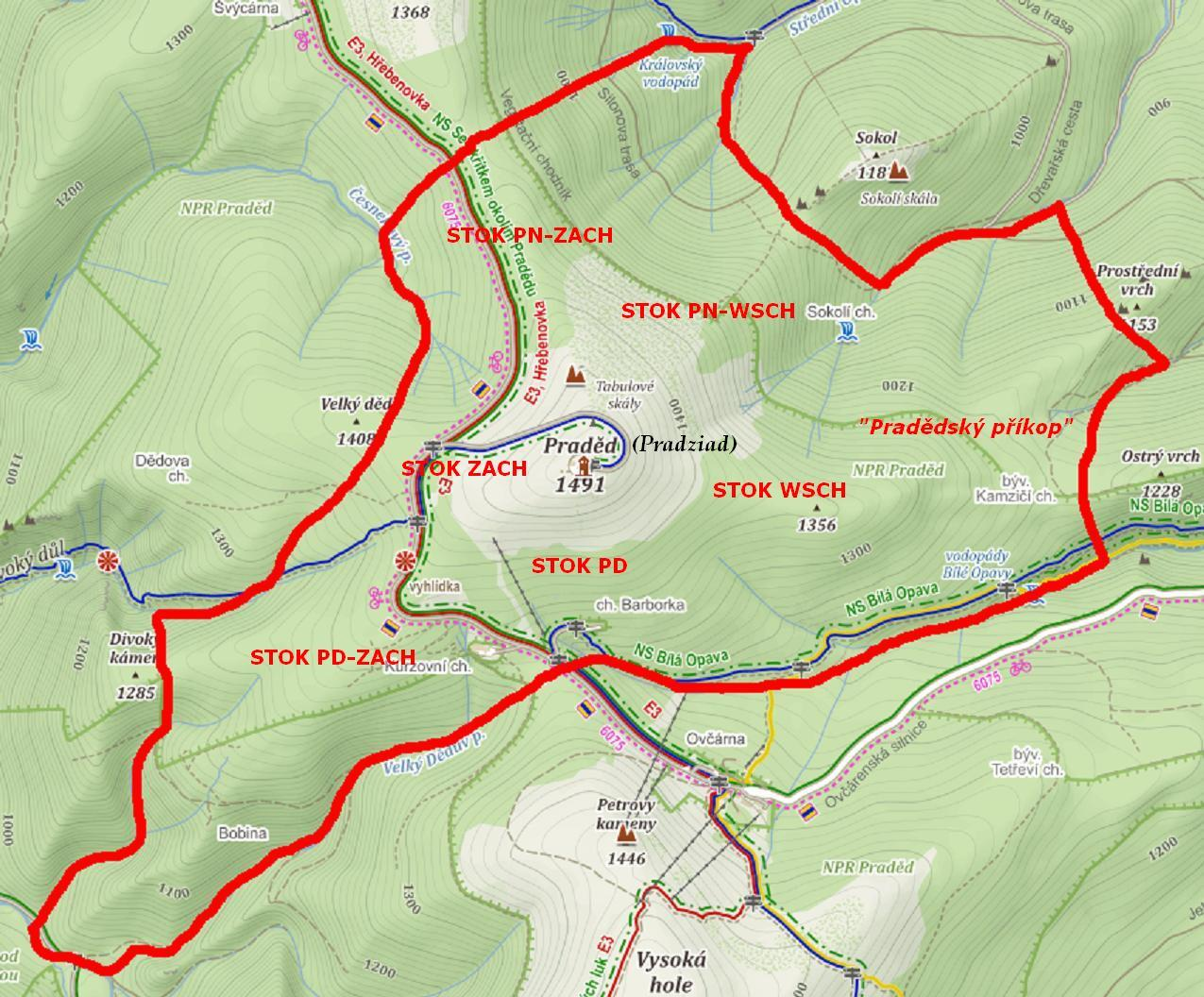
Mapa rozległości i stoków góry Pradziad

W obrębie góry można wyróżnić siedem następujących zasadniczych stoków:
- północno-zachodni, ciągnący się od szczytu do przełęczy w kierunku szczytu Malý Děd
- północno-wschodni, ciągnący się od szczytu do przełęczy w kierunku szczytu Sokol, ograniczony dolinami potoków Środkowa Opawa i Sokolí potok
- Pradědský příkop, ciągnący się od drugorzędnego szczytu Praděd–V do przełęczy w kierunku szczytu Prostřední vrch (u podnóża tego stoku znajduje się najniższy punkt góry, który ma wysokość około 908 m n.p.m.)[18]
- wschodni, ciągnący się od szczytu poprzez drugorzędny szczyt Praděd–V do przełęczy w kierunku szczytu Ostrý vrch, ograniczony od południa doliną potoku Biała Opawa
- południowy, krótki, ciągnący się od szczytu do przełęczy U Barborky
- południowo-zachodni, najdłuższy, ciągnący się od szczytu do doliny rzeki Divoká Desná, ograniczony żlebami Důl Velkého Děda (od południa) i Divoký důl (od północy) oraz przełęczą w kierunku szczytu Divoký kámen i potokiem Malý Dědův potok
- zachodni, ciągnący się od szczytu do przełęczy w kierunku szczytu Velký Děd

Wszystkie stoki są zalesione mniej więcej od wysokości (1250–1400) m n.p.m. w dół – w zdecydowanej większości borem świerkowym, a u podnóża stoku północno-zachodniego występują niewielkie obszary pokryte lasem mieszanym. Powyżej zgodnie z piętrowym układem stref klimatyczno-roślinnych dominują hale wysokogórskie, pokryte łąką, a na stokach północno-zachodnim, północno-wschodnim, wschodnim i południowym – łanami kosodrzewiny. Niemalże wszystkie stoki charakteryzują się znaczną zmiennością wysokości i gęstości zalesienia, z występującymi licznymi polanami, przecinkami i przerzedzeniami. Na stoku północno-zachodnim występuje grupa skalna o nazwie Tabulové skály oraz u podnóża stoku wschodniego na wysokościach około (1090–1125) m n.p.m., blisko doliny potoku Biała Opawa inna kilkusetmetrowa grupa skalna.  
Stoki mają stosunkowo łagodne, niejednolite i mało zróżnicowane nachylenia. Średnie nachylenie stoków waha się bowiem od 5° (stok zachodni) do 13° (stok północno-wschodni). Średnie nachylenie wszystkich stoków góry (średnia ważona nachyleń stoków) wynosi około 9°. Maksymalne średnie nachylenie stoku wschodniego, na wysokościach około 1120 m n.p.m., przy grupie skalnej w pobliżu doliny potoku Biała Opawa, na odcinku 50 m nie przekracza 45°. Stoki pokryte są siecią dróg oraz na ogół nieoznakowanych ścieżek i duktów. Przemierzając je zaleca się korzystanie ze szczegółowych map, z uwagi na zawiłości ich przebiegu, zalesienie oraz zorientowanie w terenie.
Szczyty Divoký kámen i Velký Děd z uwagi na nieprzekraczającą minimalną wysokość pomiędzy szczytem i najniższym punktem przełęczy (minimalna deniwelacja względna) w kierunku góry Pradziad (min. 5 m) nie są przez niektórych autorów zaliczone jako odrębne góry, a traktowane raczej jako wydłużenie stoku góry Pradziad. 
| Stoki góry Pradziad |                     |                 |                 |                    |
| Lp.                 | Stok                | Długość stoku m | Przewyższenie m | Średnie nachylenie |
| 1                   | Południowo-zachodni | 3210            | 545             | 10°                |
| 2                   | Południowy          | 930             | 175             | 11°                |
| 3                   | Północno-zachodni   | 1415            | 150             | 6°                 |
| 4                   | Północno-wschodni   | 1420            | 330             | 13°                |
| 5                   | Pradědský příkop    | 1555            | 210             | 8°                 |
| 6                   | Wschodni            | 2205            | 295             | 8°                 |
| 7                   | Zachodni            | 995             | 80              | 5°                 |

#### Tabulové skály
W odległości około 350 m na północ od szczytu, na stoku północno-zachodnim, na wysokości około 1450 m n.p.m. znajduje się grupa skalna o nazwie Tabulové skály lub Tabulové kameny, mająca przybliżone wymiary poziome (170 × 35) m oraz wysokość dochodzącą do 6 m. Formacja ta w kształcie ścian skalnych, o grzbiecie łukowatym rozciągniętym na kierunku południe – północny wschód zbudowana jest z fyllonitów (łupków krystalicznych), utworzonych w wyniku procesu wietrzenia mrozowego. Największe nasilenie procesów mrozowych miało miejsce w pobliżu starych lodowców czwartorzędowych, w tzw. środowisku peryglacjalnym. Pierwotny wygląd formacji skalnej został zniszczony przez wydobycie kamienia z części wschodniej formacji, którego użyto do zbudowania wieży widokowej na szczycie góry Pradziad, na początku XX wieku. Ściana południowo-zachodnia charakteryzuje się szeregiem małych skał powstałych w wyniku aktywności: wody, wiatru, lodu i wahań temperatury. Pod koniec XX wieku na tej formacji skalnej znaleziono rzadki minerał o nazwie anataz. Od drogi dojazdowej na szczyt Pradziada do formacji skalnej prowadzi ścieżka o długości około 100 m, ale dostęp do skał jest obecnie zabroniony z uwagi na ochronę cennego ekosystemu. Na formacji skalnej znajduje się drugorzędny punkt geodezyjny oznaczony na mapach geodezyjnych numerem (209.1) o wysokości 1457,29 m n.p.m..

#### Pomniki

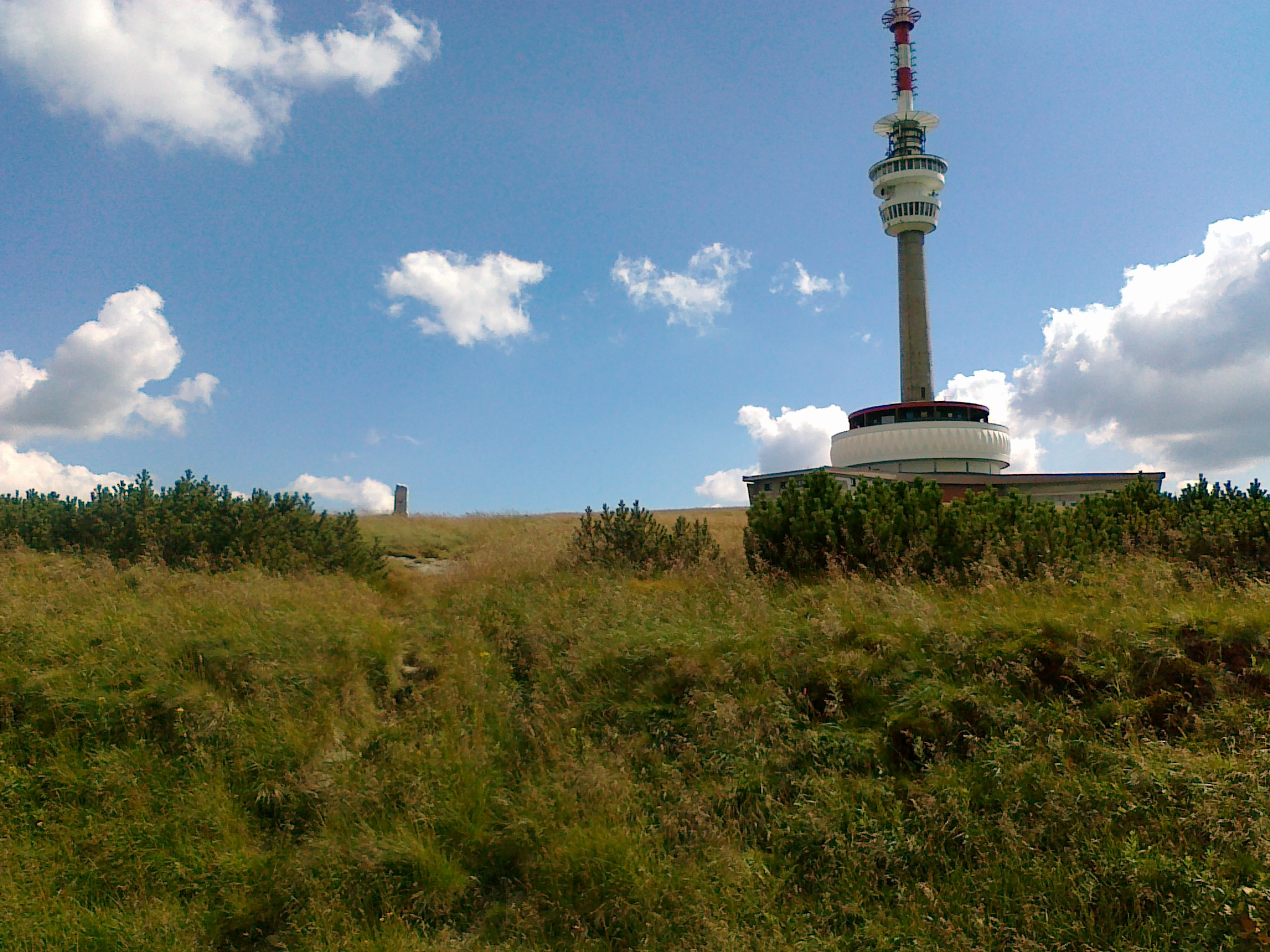
Widok na historyczny kamień graniczny oraz wieżę na górze Pradziad (2015 rok)

Na stokach góry postawiono kilka pomników. W odległości około 135 m na południowy wschód od szczytu (stok południowy), na wysokości około 1477 m n.p.m. znajduje się kamienny pomnik Engelsbergův pomník, w kształcie graniastosłupa o wysokości 2,1 m, poświęcony kompozytorowi Eduardowi Schönowi ps. Engelsberg, odsłonięty 11 sierpnia 1935 roku. Blisko połaci szczytowej, na specjalnym niewielkim odgrodzonym kwadratowym placu o poziomych wymiarach (20 × 20) m postawiono pomnik związany z legendarną postacią Jesioników o nazwie Permoník. Ponadto w odległości około 184 m na północny wschód od szczytu znajduje się ponadmetrowy, historyczny kamień graniczny z 1721 roku, z białego kwarcytu, położony w miejscu o współrzędnych geograficznych (50°05′05,2″N 17°13′54,3″E/50,084778 17,231750). Na trzech jego bokach znajdują się herby historycznych państw, których granice się tu stykały: księstwa nyskiego biskupów wrocławskich, zakonu krzyżackiego z Bruntálu i państwa velkolosińskiego.

### Szczyt główny

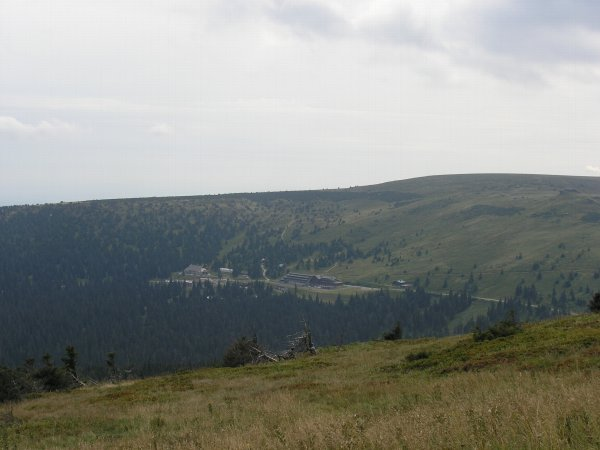
Widok z góry Pradziad na hotel Ovčárna oraz szczyty gór Vysoká hole i poniżej Petrovy kameny (2005 rok)

Sam szczyt leży na Śląsku, kraju morawsko-śląskim oraz powiecie Bruntál i obok niego przebiega historyczna granica pomiędzy Śląskiem a Morawami, a obecnie także granica między krajem morawsko-śląskim a ołomunieckim oraz między powiatem Bruntál (Malá Morávka i Vrbno pod Pradědem) a powiatem Šumperk (Loučná nad Desnou). Szczyt położony jest wokół odkrytej hali pokrytej łąką wysokogórską. Połać szczytowa jest wybitnym punktem widokowym na otaczające szczyty gór i pasma górskie, na której postawiono wieżę telewizyjną. Wokół wieży przebiega okólna droga, przy której ustawiono niewielki płot, a niedaleko tej drogi – w kierunku szczytu Dlouhé stráně ustawiono niewielką platformę widokową. Na połaci szczytowej, przy drodze wjazdowej usytuowano przystanek turystyczny o nazwie Praděd (vrchol), z podaną na tablicy informacyjnej wysokością 1492 m.
Blisko drogi dojazdowej w odległości około 90 m na południowy wschód od szczytu znajduje się główny punkt geodezyjny, oznaczony na mapach geodezyjnych numerem (29.) o wysokości 1487,31 m n.p.m., z widocznymi koło niego zamontowanymi, dwoma stalowymi słupkami pomalowanymi na przemian pasami białymi i czerwonymi, na których umieszczono u góry stalowe tabliczki z napisem Státní triangulace Poškození se trestá. Państwowy urząd geodezyjny o nazwie (cz. Český úřad zeměměřický a katastrální (CÚZK)) w Pradze podaje jako najwyższy punkt góry – szczyt – o wysokości 1490,99 m n.p.m. i współrzędnych geograficznych (50°04′59,5″N 17°13′51,1″E/50,083194 17,230861). Oś wieży telewizyjnej nie jest dokładnie usytuowana na wierzchołku góry, lecz jest ona nieco przesunięta o około 15 m na południowy wschód od najwyższego ziemnego punktu góry (wierzchołka).
Dojście do szczytu następuje z niebieskiego szlaku turystycznego  oraz skrzyżowania turystycznego o nazwie (cz. Praděd (rozc.)) od którego w kierunku szczytu poprowadzono wąską asfaltową drogę w kierunku przystanku turystycznego Praděd (vrchol). 

#### Wieża nadajnika

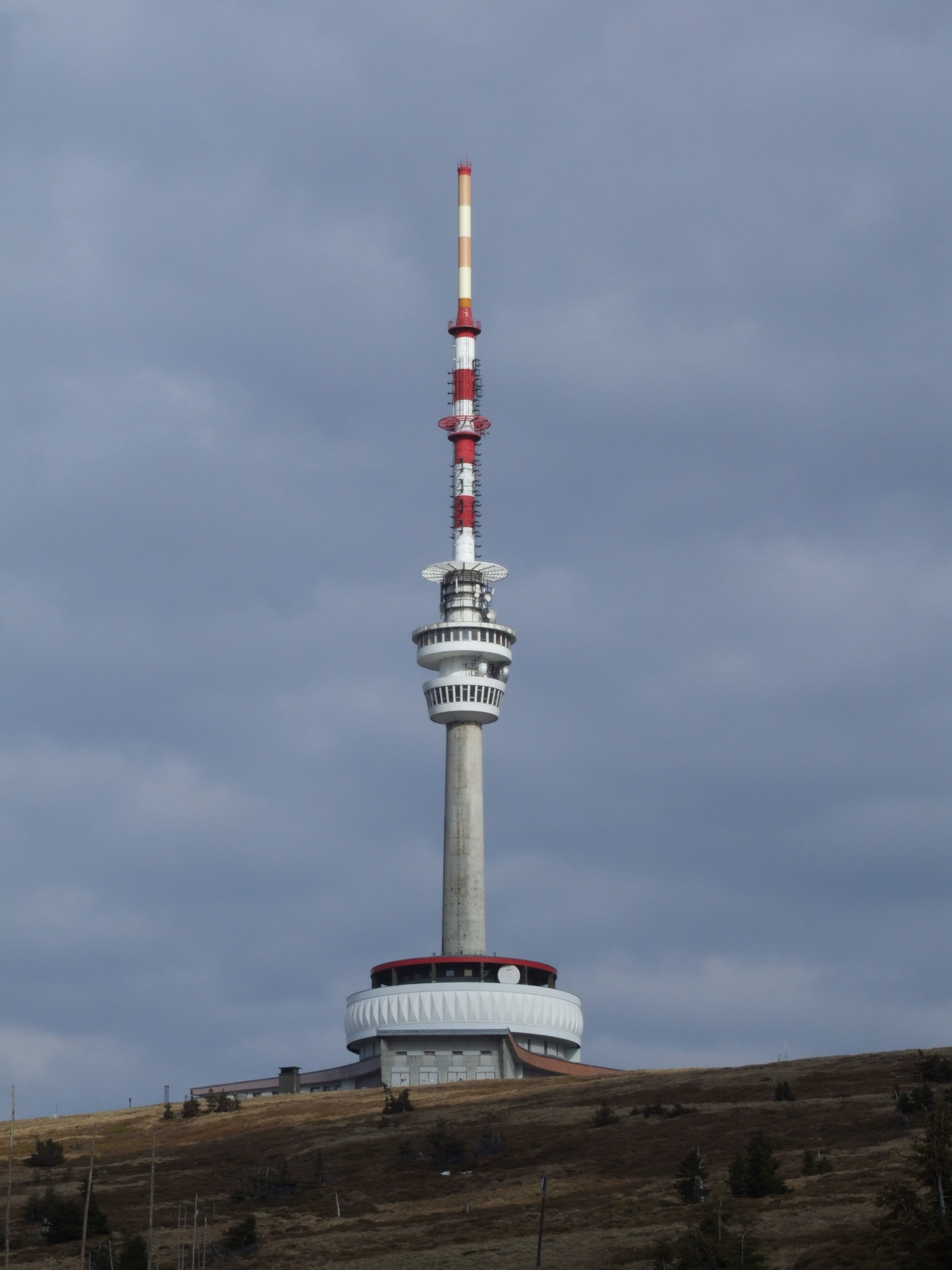
Wieża telewizyjna na szczycie góry Pradziad (2008 rok)

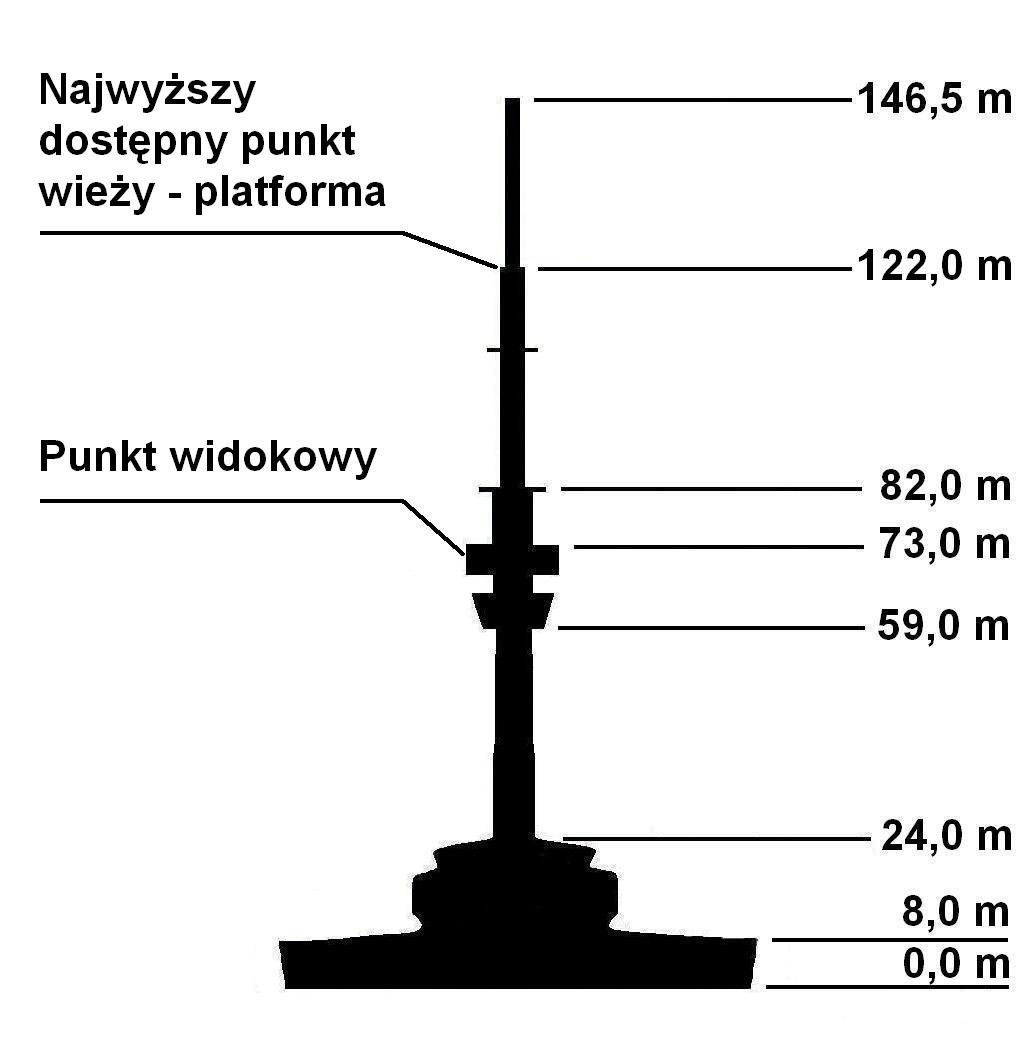
Schemat wieży telewizyjnej Praděd

Obecną wieżę telewizyjną na Pradziadzie poprzedziła wieża kamienna, na której były umieszczone anteny paraboliczne. Konstrukcja ta jednak nie była w stanie pomieścić kolejnych urządzeń, wobec czego przestała spełniać wymagania, dlatego podjęto decyzję o budowie betonowej wieży nadajnika o wysokości 162 m (w wyniku wymiany anteny w 1993 roku, jest to wysokość 146,5 m). Wierzchołek wieży jest najwyższym stałym punktem w Czechach i Sudetach, z wysokością około 1638 m n.p.m., a więc 36 m wyżej niż Śnieżka i kilkanaście aniżeli najwyższy punkt Wysokogórskiego Obserwatorium Meteorologicznego na Śnieżce, znajdujący się na wysokości 1620 m n.p.m.. Ponadto na wysokości około 25 m poniżej wierzchołka wieży znajduje się najwyższy dostępny punkt tej wieży – niewielka platforma (1613 m n.p.m.), z najwyższym punktem geodezyjnym w Czechach, oznaczonym na mapach geodezyjnych numerem (209.) o wysokości 1616,04 m n.p.m..
Budowę rozpoczęto w 1968 roku od wybudowania drogi dojazdowej na szczyt, a w 1969 roku rozpoczęto właściwą budowę wieży, którą zakończono w 1980 roku oddaniem jej do użytku. Wieżę zaprojektował m.in. architekt Jan Liška ze Stavoprojektu Brno. Głównym wykonawcą była firma budowlana VOKD z Ostrawy, a następnie Teplotechna z Brna (konstrukcje betonowe) i Hutní montáže z Ostrawy (konstrukcje metalowe). Właścicielem nadajnika jest České Radiokomunikace a.s. w Pradze. W wieży oprócz urządzeń przekaźnikowych mieści się hotel Praděd wraz z restauracją oraz stacja meteorologiczna. Natomiast na wysokości 1563 m n.p.m. znajduje się w niej oszklony taras widokowy, do którego można dotrzeć zainstalowaną w trzonie wieży windą. Przy dobrej widoczności roztaczają się dalekie perspektywy od Śnieżki na północnym zachodzie aż po Tatry oraz Małą Fatrę na południowym wschodzie. Możliwa jest również obserwacja m.in. szczytu góry Schneeberg w Alpach. Do góry Pradziad należy rekord dalekich obserwacji obiektu w Polsce, wynoszący około 228,7 km (widoczne są szczyty polskich Tatr, w tym m.in. Niżnie Rysy). Podczas zaciemnienia nocnego wieża z uwagi na bezpieczeństwo przeszkodowe ruchu lotniczego jest oświetlona lampami z najwyższą migającą zainstalowaną na jej szczycie.

### Szczyt drugorzędny

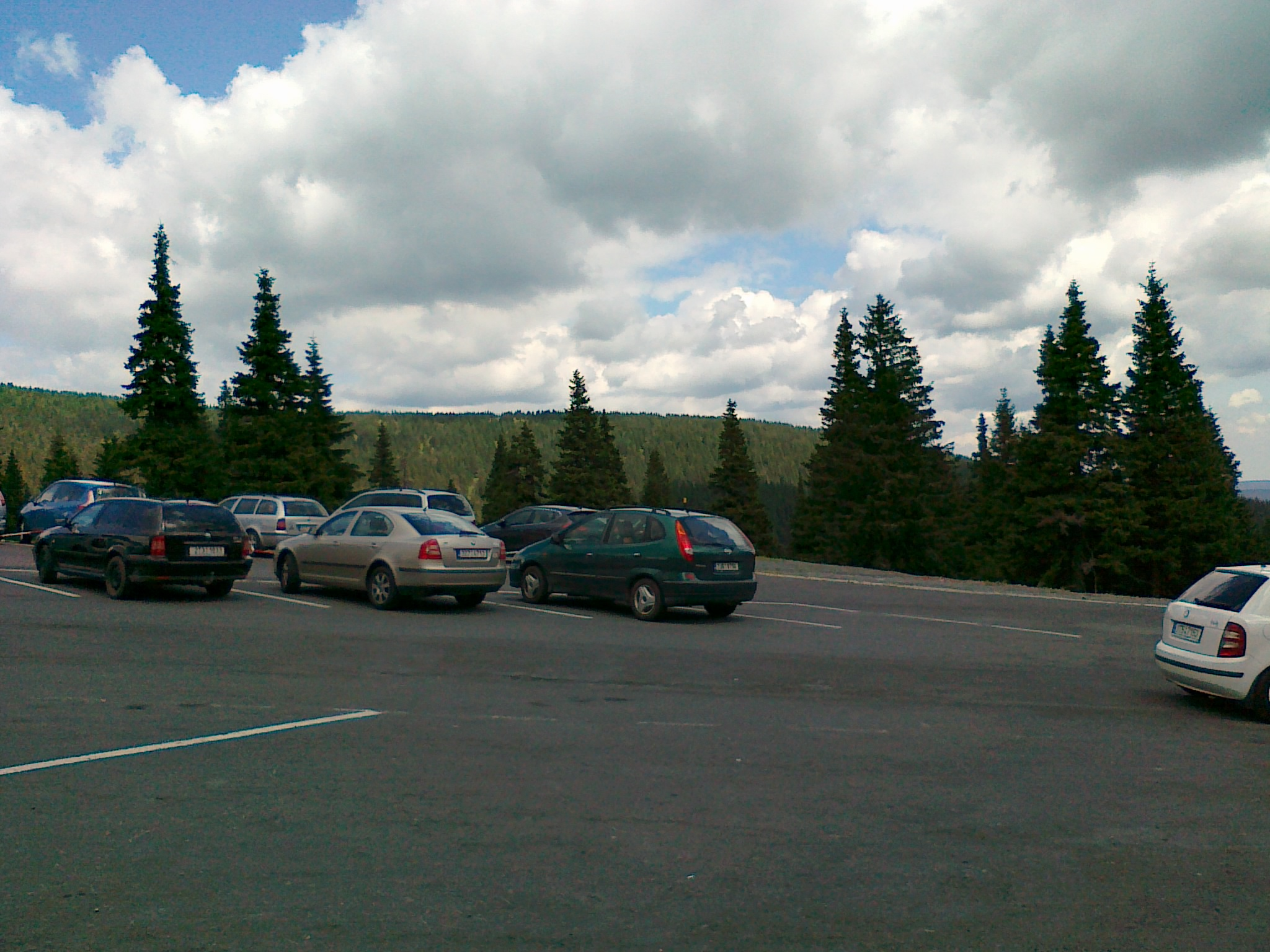
Widok z parkingu koło schroniska Sabinka na drugorzędny szczyt Praděd–V (2015 rok)

Pradziad jest górą o podwójnym szczycie. W odległości około 1040 m na południowy wschód od szczytu głównego można wyróżnić drugorzędny szczyt określony jako Praděd–V o wysokości 1357 m n.p.m. i współrzędnych geograficznych (50°04′53,1″N 17°14′42,5″E/50,081417 17,245139), oddzielony od szczytu głównego mało wybitną przełęczą o wysokości 1354 m n.p.m.. Szczyt położony jest wśród znacznie przerzedzonego boru świerkowego i z tego powodu jest on ograniczonym punktem widokowym oraz nie ma na nim punktu geodezyjnego . Orientacyjne dojście do niego jest trudne (niezalecane) z połaci głównego szczytu (nie biegnie tam chociażby nieoznakowana ścieżka).

### Punkty geodezyjne
| Punkty geodezyjne góry Pradziad |                  |                   |                                 | |                                                 |
| Lp.                             | Punkt geodezyjny | Wysokość m n.p.m. | Odległość od szczytu głównego m | Lokalizacja                                                                                        | Współrzędne geograficzne                        |
| 1                               | 29               | 1487,31           | 90 na południowy wschód         | przy drodze dojazdowej na szczyt, blisko przystanku turystycznego Praděd (vrchol)                  | 50°04′58,18″N 17°13′55,12″E/50,082828 17,231978 |
| 2                               | 209              | 1616,04           | 15 na południowy wschód         | platforma szczytowa na wieży telewizyjnej                                                          | 50°04′58,90″N 17°13′51,45″E/50,083028 17,230958 |
| 3                               | 209.1            | 1457,29           | 363 na północ                   | stok północno-zachodni, grupa skalna Tabulové skály                                                | 50°05′11,19″N 17°13′50,61″E/50,086442 17,230725 |
| 4                               | 209.2            | 1418,98           | 617 na zachód                   | stok zachodni, przy skrzyżowaniu turystycznym Praděd (rozc.)                                       | 50°05′01,75″N 17°13′20,30″E/50,083819 17,222306 |
| 5                               | 210              | 1336,91           | 838 na południowy zachód        | stok południowo-zachodni, przy drodze dojazdowej na szczyt, blisko hotelu górskiego Kurzovní chata | 50°04′34,24″N 17°13′35,68″E/50,076178 17,226578 |
| 6                               | 210.1            | 1313,42           | 870 na południe                 | przy przełęczy U Barborky, blisko skrzyżowania turystycznego U Barborky                            | 50°04′31,38″N 17°13′47,48″E/50,075383 17,229856 |

### Geologia
Pod względem geologicznym masyw góry Pradziad należy do jednostki określanej jako kopuła Desny i zbudowany jest ze skał metamorficznych: głównie gnejsów, fyllonitów (biotytów, chlorytów i muskowitów) oraz skał osadowych, głównie: meta-aleurytów i meta-arkoz

### Wody
Grzbiet główny (grzebień) góry Pradziad, biegnący od przełęczy Skřítek do przełęczy Červenohorské sedlo oraz dalej do przełęczy Ramzovskiej (cz. Ramzovské sedlo) jest częścią granicy Wielkiego Europejskiego Działu Wodnego, dzielącej zlewiska Morza Bałtyckiego i Morza Czarnego . 
Góra leży na tej granicy, na zlewiskach Morza Bałtyckiego (dorzecze Odry) na stokach północno-wschodnim, Pradědský příkop i wschodnim oraz Morza Czarnego (dorzecze Dunaju) na stokach: południowo-zachodnim i zachodnim. Na stokach Pradziada biorą swój początek następujące potoki: Środkowa Opawa (stok północno-zachodni), Sokolí potok (stok północno-wschodni), Videlský potok (stok wschodni), Biała Opawa i Velký Dědův potok (stok południowy), Malý Dědův potok (stok południowo-zachodni) oraz Česnekový potok (1) (stok wschodni).

#### Źródła
| Źródła na stokach góry Pradziad |                                 |                           |                               |                                           |
| Lp.                             | Źródło (oznaczenie)             | Odległość od szczytu m    | Wysokość bezwzględna m n.p.m. | Współrzędne geograficzne                  |
| 1                               | Pramen bez jména (2567)         | 830 na południowy zachód  | 1352                          | 50°04′37″N 17°13′28″E/50,076944 17,224444 |
| 2                               | Studánka u Potoční chaty (5799) | 1110 na południowy zachód | 1284                          | 50°04′27″N 17°13′27″E/50,074167 17,224167 |
| 3                               | Studánka u Sokolí chaty (14186) | 1400 na północny wschód   | 1060                          | 50°05′22″N 17°14′53″E/50,089444 17,248056 |

#### Wodospady
Atrakcją dla miłośników pięknych krajobrazów są wodospady, rozsiane na stokach góry, m.in. na potoku Biała Opawa o nazwie Wodospady Białej Opawy (cz. Vodopády Bílé Opavy), przy żółtym szlaku turystycznym , z których największy, a zarazem główny (cz. Velký vodopád) położony jest na wysokości około 1130 m n.p.m. i ma wysokość około 8 m. Pod głównym wodospadem są mniejsze stopnie i kaskady na długości około 40 m i różnicy wysokości około 10 m.
| Wodospady na stokach góry Pradziad |                          |                                         |                                                                       |                               |                                              |
| Lp.                                | Wodospad                 | Potok                                   | Lokalizacja                                                           | Wysokość bezwzględna m n.p.m. | Wysokość wodospadu m                         |
| 1                                  | Královský vodopád        | nienazwany dopływ potoku Środkowa Opawa | podnóże stoku północno-zachodniego, około 1,9 km na północ od szczytu | 998–1010                      | 12                                           |
| 2                                  | Vodopády Bílé Opavy      | Biała Opawa                             | podnóże stoku wschodniego, około 2 km na południowy wschód od szczytu | 1080–1130                     | 3; 8; 4; 5                                   |
| 3                                  | Vodopády Sokolího potoka | Sokolí potok                            | stok Pradědský příkop, około 1,3 km na północny wschód od szczytu     | 1000–1185                     | 7; 5; 2,5; 4; 3,5; 4; 2; 2; 6; 2; 3; 7; 2; 2 |

## Ochrona przyrody

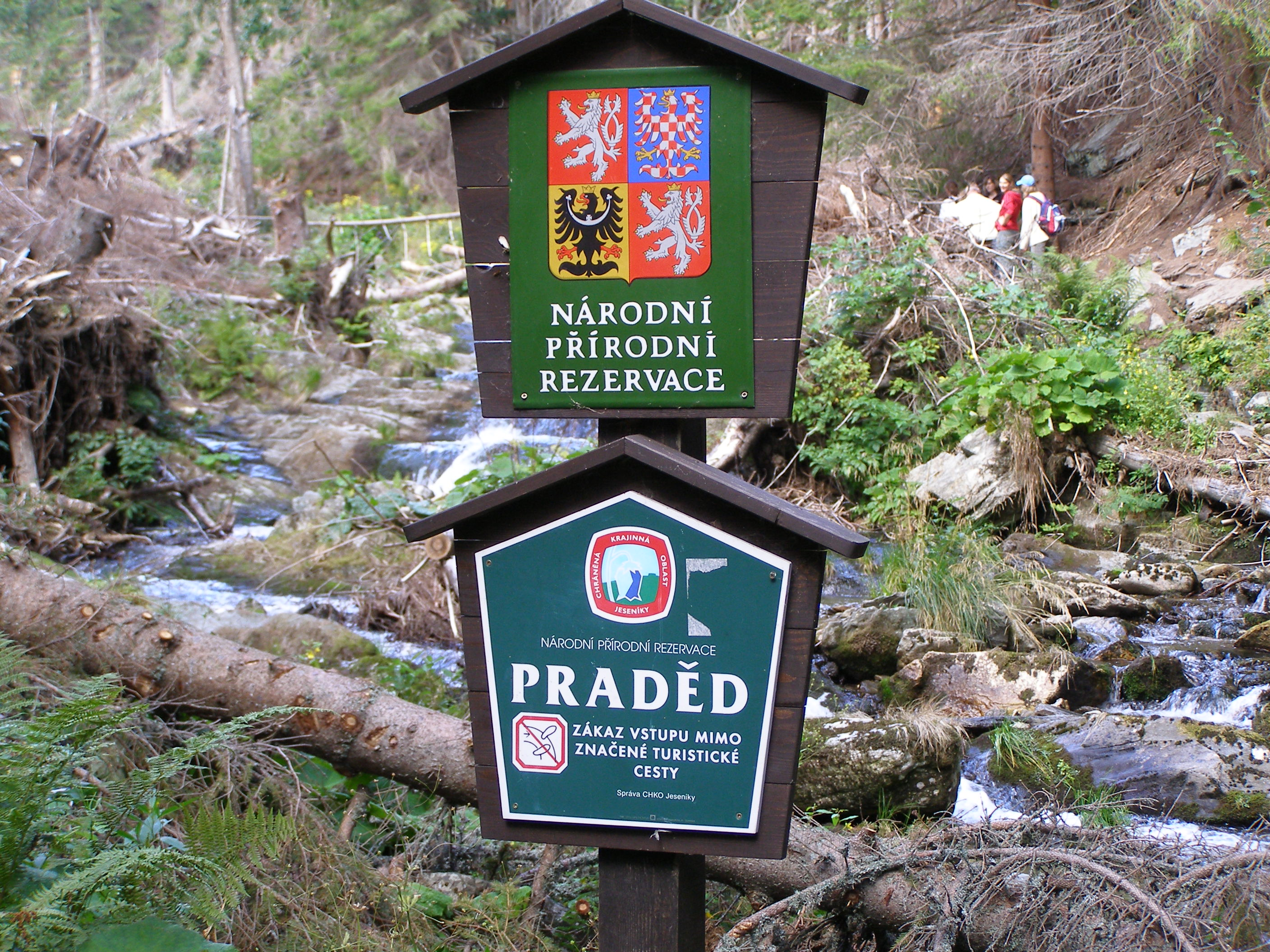
Tablice informacyjne u wejścia do narodowego rezerwatu przyrody Praděd (2006 rok)

Cała połać szczytowa oraz większość stoków znajduje się w otoczeniu  narodowego rezerwatu przyrody Praděd powstałego w 1991 roku o powierzchni około 2031 ha, z połączenia 6 odrębnych rezerwatów: Petrovy kameny, Velká kotlina, Malá kotlina, Vrchol Pradědu, Divoký důl i Bílá Opava, będącego częścią wydzielonego obszaru objętego ochroną o nazwie Obszar Chronionego Krajobrazu Jesioniki (cz. Chráněná krajinná oblast (CHKO) Jeseníky), a utworzonego w celu ochrony utworów skalnych, ziemnych i roślinnych oraz rzadkich gatunków zwierząt. Przy połaci szczytowej góry rozciąga się rezerwat przyrody Vrchol Pradědu. Warto dodać, że część stoku południowo-zachodniego Pradziada jest również częścią rezerwatu przyrody Divoký důl (→ Divoký kámen) oraz część stoku wschodniego częścią rezerwatu przyrody Bílá Opava (→ Ostrý vrch).

### Ścieżki dydaktyczne
W celu ochrony unikalnego ekosystemu na obszarze narodowego rezerwatu przyrody Praděd wyznaczono ścieżkę dydaktyczną (cz. Naučná stezka Bílá Opava) o długości około 5,5 km, przebiegającą na trasie o przewyższeniu 550 m:
 Karlova Studánka (Hubert) – dolina potoku Biała Opawa – góra Ostrý vrch – Praded–V – góra Pradziad – schronisko Barborka – U Barborky (z 6 stanowiskami obserwacyjnymi)
Przez górę przebiega inna ścieżka dydaktyczna o nazwie (cz. NS Se skřítkem okolím Pradědu) o długości 3,7 km na trasie:
 góra Malý Děd – schronisko Švýcárna – szczyt Pradziad – góra Petrovy kameny (z 8 stanowiskami obserwacyjnymi)

### Rezerwat przyrody Vrchol Pradědu
Rezerwat przyrody Vrchol Pradědu został utworzony w 1955 roku na obszarze 497 ha w celu ochrony zbiorowisk rzadkiej roślinności traw i krzewów z epoki lodowcowej. Obejmował on swoim zasięgiem oprócz bezleśnej kopuły szczytowej Pradziada, również połać szczytową sąsiedniej góry Malý Děd oraz szczyt i część stoków szczytu Velký Děd. Szczyt Pradziada znajduje się w strefie łąk górskich z karłowatą jarzębiną oraz jałowcem niskim (łac. Juniperus communis subsp. alpina). Ochronie podlega roślinność alpejska i tundrowa, prastary bór świerkowy oraz grupa skalna Tabulové skály. W (XIX i XX) wieku sadzono nieobecną wcześniej w Jesionikach kosodrzewinę. Niższe partie stoków porasta górnoreglowy las świerkowy. W rezerwacie występuje wiele gatunków roślin podlegających ochronie, wśród nich m.in. wierzba lapońska (Salix lapponum), wierzba zielna (Salix herbacea), widlicz alpejski (Diphasiastrum alpinum), dzwonek brodaty (Campanula barbata), fiołek żółty sudecki (Viola lutea subsp. sudetica) , rzeżucha rezedolistna (Cardamine rezedofolia), jastrzębiec alpejski (Hieracium alpinum), goryczka kropkowana (Gentiana punctata) czy dzwonek okrągłolistny sudecki (Campanula rotundifolia subsp. sudetica). Rezerwat jest udostępniony dla turystów. Przebiegają przez niego zarówno szlaki turystyczne jak i szlak rowerowy. W 1991 roku rezerwat włączono do kompleksowego narodowego rezerwatu przyrody Praděd.

## Klimat
Na Pradziadzie panują surowe warunki klimatyczne. Charakteryzują się one bardzo krótkim latem, zimnym i wilgotnym. Okres przejściowy bardzo długi z zimną wiosną i chłodną jesienią, zima bardzo długa, bardzo mroźna i wilgotna z bardzo długim okresem zalegania pokrywy śnieżnej (średnio 171 dni). Na połaci szczytowej przez cały rok istnieje możliwość przymrozków. Temperatury powietrza poniżej 0 °C mierzono również w lipcu i sierpniu. Dni letnie z maksymalną temperaturą powietrza powyżej 25 °C raczej nie występują. Pokrywa śnieżna osiąga maksymalną grubość w marcu – około 160 cm. Ciągła pokrywa śnieżna utrzymuje się mniej więcej od 30 listopada do 19 kwietnia. Ponadto przez średnio 293 dni w roku występuje mgła.
Najwyższa dzienna odnotowana temperatura powietrza, zmierzona 27 lipca 1983 roku osiągnęła wartość 25,2 °C, najniższa zaś zmierzona 9 lutego 1956 roku osiągnęła wartość -32,6 °C. Średnia roczna temperatura powietrza wynosi około 1 °C, przy czym najwyższa średnia miesięczna temperatura powietrza osiąga wartość około 10 °C (sierpień), a najniższa około -6 °C (styczeń, luty). Najwyższą średnią temperaturę odnotowano w lipcu 25 °C, a najniższą w styczniu -27 °C. Średnia roczna suma opadów wynosi około 920 mm, przy czym największa średnia miesięczna opadów osiąga około 140 mm (sierpień), a najmniejsza około 40 mm (marzec). Maksymalne odnotowane roczne opady osiągnęły 1180 mm. Średnia roczna prędkość wiatru wynosi około 30 km/h, przy czym największa średnia miesięczna prędkość osiąga około 38 km/h (grudzień, styczeń), a najmniejsza 22 km/h (czerwiec, lipiec, sierpień). Najczęściej wiatry wieją z południowego zachodu i południa, natomiast najsilniejsze z zachodu, osiągając prędkość często ponad 60 km/h.

## Turystyka

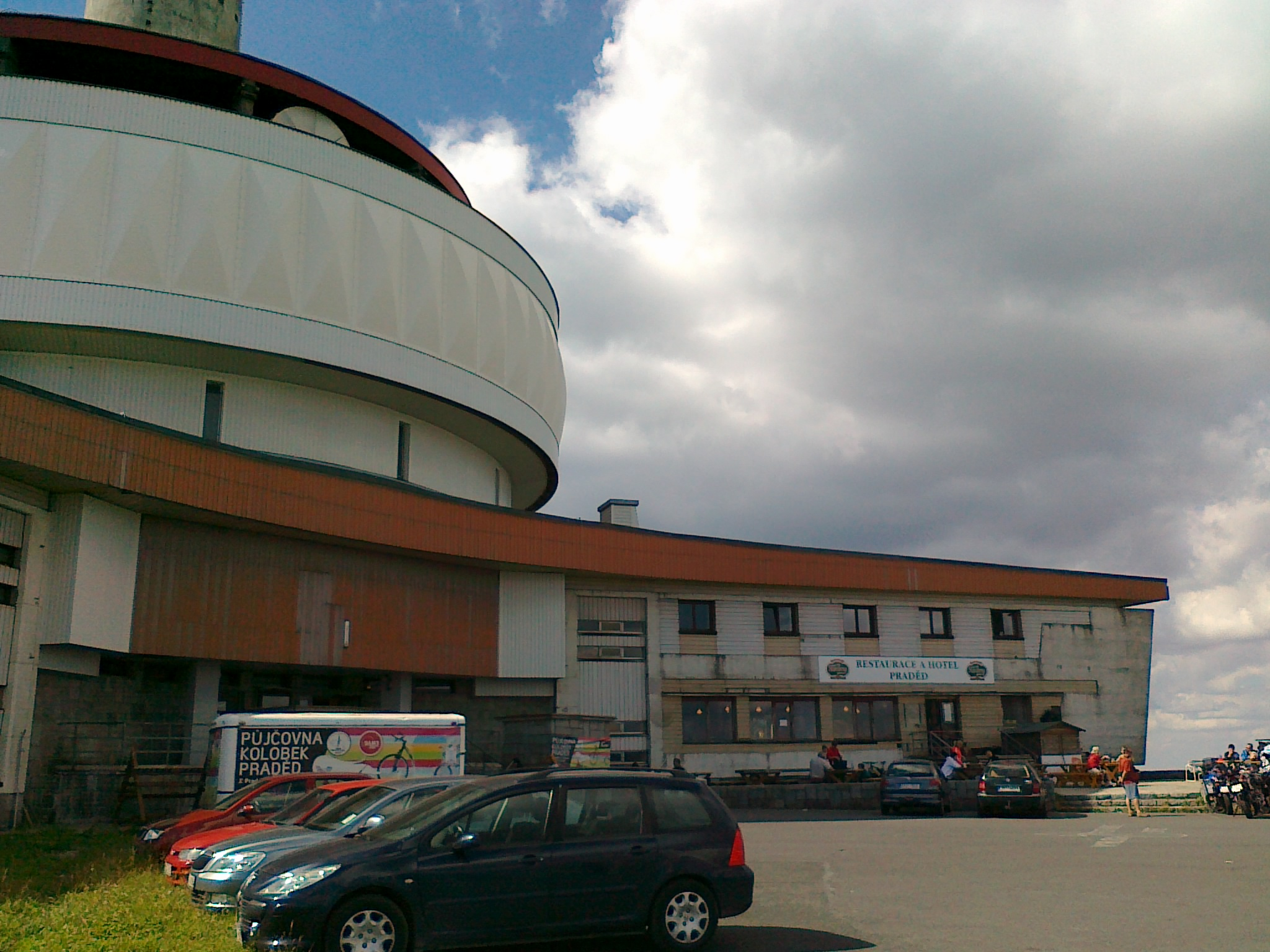
Hotel Praděd z restauracją na wieży Pradziada (2015 rok)

W końcu XIX wieku, z uwagi na dogodny dojazd z pobliskiej miejscowości Karlova Studánka zaczęła rozwijać się turystyka w okolicach szczytu Pradziada. Obecnie turyści mają wiele możliwości spędzenia wolnego czasu (turystyka piesza, rowerowa, narciarska, taras widokowy, hotel z restauracją czy ścieżki dydaktyczne).
Jedyny dojazd pojazdami mechanicznymi na górę następuje z przełęczy Hvězda w miejscowości Karlová Studánka do parkingu przy hotelu górskim Ovčárna, gdzie blisko niego zlokalizowano m.in. przystanek autobusowy. Ruch pojazdów na odcinku Hvězda – Ovčárna odbywa się wahadłowo z uwagi na małą szerokość jezdni na tym odcinku. Wjazd na parking Ovčárna jest odpłatny. Rozbudowana baza hotelowa – cztery hotele (Figura, Kurzovní chata, Ovčárna i Praděd) oraz dwa schroniska turystyczne (Chata Sabinka i Barborka). Ponadto w odległości 2,5 km na północny zachód od szczytu znajduje się najstarsze schronisko turystyczne Wysokiego Jesionika o nazwie Švýcárna. Na górze Pradziad nie ma stacji Pogotowia Górskiego. Najbliższa znajduje się na stoku góry Petrovy kameny w budynku blisko hotelu górskiego Ovčárna.
Kluczowym punktem turystycznym jest skrzyżowanie turystyczne położone w odległości około 635 m na zachód od szczytu, o nazwie (cz. Praděd (rozc.)) z podaną na tablicy informacyjnej wysokością 1420 m, przy którym postawiono niewielką ławę, od którego rozchodzą się szlaki turystyczne, szlak rowerowy, ścieżka dydaktyczna i trasa narciarstwa biegowego.
Atrakcją góry są m.in. zawody sportowe. Od 2008 roku organizowany jest maraton górski pod nazwą (cz. Jesenický maraton) na trasie Ramzová – Skřítek, który przebiega przez górę i szczyt Pradziada. Ponadto przez pasmo Wysokiego Jesionika, w tym również przez stoki góry Pradziad przechodzi trasa okrężnego, długodystansowego biegu górskiego (103 km), organizowanego od 2013 roku na trasie Šumperk – Wysoki Jesionik – Šumperk pod nazwą „Jesionicka setka” (cz. Jesenická stovka). Jak dotychczas najlepszy wynik w tym biegu uzyskał zwycięzca z 2016 roku Czech Petr Hének z klubu AK Drnovice, który pokonał ten dystans w czasie 11:02, uzyskując przeciętną prędkość 9,3 km/h.

### Chaty łowieckie
Wokół góry na stokach znajdują się trzy chaty niemające charakteru typowych schronisk turystycznych, a które zalicza się do tzw. chat łowieckich. Dojście do nich następuje nieoznakowanymi ścieżkami przy wykorzystaniu szczegółowych map. 
| Chaty na stokach góry Pradziad |               |                           |                                                   |                                               |
| Lp.                            | Chata         | Odległość od szczytu m    | Lokalizacja                                       | Współrzędne geograficzne                      |
| 1                              | Bobina        | 2255 na południowy zachód | stok południowo-zachodni                          | 50°04′08,0″N 17°12′30,4″E/50,068889 17,208444 |
| 2                              | Potoční chata | 1105 na południowy zachód | niedaleko hotelu Kurzovní chata                   | 50°04′27,0″N 17°13′27,8″E/50,074167 17,224389 |
| 3                              | Sokolí chata  | 1435 na północny wschód   | w kierunku góry Sokol, blisko potoku Sokolí potok | 50°05′23,3″N 17°14′53,2″E/50,089806 17,248111 |

### Szlaki turystyczne
Klub Czeskich Turystów (cz. Klub Českých Turistů) wytyczył w obrębie góry sześć szlaków turystycznych na trasach:
 Červenohorské sedlo – góra Velký Klínovec – przełęcz Hřebenová – szczyt Výrovka – przełęcz Sedlo pod Malým Jezerníkem – szczyt Malý Jezerník – góra Velký Jezerník – przełęcz Sedlo Velký Jezerník – schronisko Švýcárna – góra Pradziad – przełęcz U Barborky – góra Petrovy kameny – Ovčárna – przełęcz Sedlo u Petrových kamenů – góra Vysoká hole – szczyt Vysoká hole–JZ – szczyt Kamzičník – góra Velký Máj – przełęcz Sedlo nad Malým kotlem – góra Jelení hřbet – Jelení studánka – przełęcz Sedlo pod Jelení studánkou – góra Jelenka – góra Ostružná – Rýmařov; (długość szlaku: 31,2 km; przewyższenie: 862 m)
 Kouty nad Desnou – dolina rzeki Divoká Desná – U Kamenné chaty – narodowy rezerwat przyrody Praděd – Velký Děd – szczyt Pradziad; (długość szlaku: 10,2 km; przewyższenie: 884 m)
 Karlova Studánka – dolina potoku Biała Opawa – góra Ostrý vrch – schronisko Barborka – przełęcz U Barborky – góra Petrovy kameny – Ovčárna – góra Vysoká hole – Velká kotlina – Malá Morávka; (długość szlaku: 15,1 km; przewyższenie: 782 m)
 Kouty nad Desnou – góra Hřbety – góra Nad Petrovkou – Kamzík – góra Velký Jezerník – przełęcz Sedlo Velký Jezerník – schronisko Švýcárna – góra Pradziad – góra Petrovy kameny – Ovčárna – Karlova Studánka; (długość szlaku: 16,4 km; przewyższenie: 813 m)
 Skřítek – Ztracené skály – szczyt Ztracené kameny – szczyt Pec – szczyt Pecný – góra Břidličná hora – Jelení studánka – góra Jelení hřbet – przełęcz Sedlo nad Malým kotlem – góra Velký Máj – U Františkovy myslivny – góra Zámčisko–S – Zámčisko–SZ – U Kamenné chaty; (długość szlaku: 12,5 km; przewyższenie: 472 m)
 Karlova Studánka – dolina potoku Biała Opawa – góra Ostrý vrch – wodospady Białej Opawy – góra Petrovy kameny – Ovčárna – góra Vysoká hole – góra Temná – góra Kopřivná – Karlov pod Pradědem – Malá Morávka; (długość szlaku: 14,3 km; przewyższenie: 745 m)

### Szlaki rowerowe
Przez górę Pradziad poprowadzono jedyny szlak rowerowy na trasie:
 Červenohorské sedlo – góra Velký Klínovec – góra Výrovka – Kamzík – góra Velký Jezerník – przełęcz Sedlo Velký Jezerník – schronisko Švýcárna – góra Pradziad – przełęcz U Barborky – góra Petrovy kameny – Ovčárna – przełęcz Hvězda; (długość szlaku: 18,5 km; przewyższenie: 570 m)
Pradziad to miejsce licznie odwiedzane przez turystów i rowerzystów oraz miłośników m.in. zjazdu na hulajnodze, z której można skorzystać ze zlokalizowanej przy wieży specjalnej wypożyczalni.

#### Podjazdy drogowe
podjazd Przełęcz Hvězda – Pradziad: (długość: 9,1 km, różnica wysokości: 632 m, średnie nachylenie podjazdu: 6,9%)
Na podjeździe Hvězda – Pradziad organizowane są cykliczne zawody kolarskie oraz notowane najlepsze czasy osiągnięte przez kolarzy. W 2017 roku m.in. Klub Turystyki Górskiej w Głuchołazach zorganizował już po raz XXV Rajd pod nazwą Zdobywamy Pradziada - jazda indywidualna na czas. Ponadto organizowane są również inne zawody organizowane przez kolarzy czeskich. Najlepsi kolarze legitymują się czasami w granicach 24 minut, osiągając przeciętną prędkość ok. 22 km/h.

### Trasy narciarskie
Poniżej kopuły szczytowej znajduje się popularny ośrodek narciarski o nazwie (cz. Ski areál Praděd - Ovčárna) z ośmioma trasami zjazdowymi. W pobliżu góry zlokalizowano sześć wyciągów narciarskich, najdłuższy z nich ma długość 650 m. Doskonałe warunki śniegowe od grudnia aż do maja.
Na stoku południowym góry zlokalizowano jedyną trasę narciarstwa zjazdowego o nazwie tzw. Velký Václavák:
 łatwa o długości 500 m z wyciągiem orczykowym.
W okresach ośnieżenia przez górę wzdłuż szlaków turystycznych wytyczono narciarskie trasy biegowe z trasą o nazwie tzw. Jesenická magistrála  .

## Wiadomości dodatkowe związane z nazwą góry

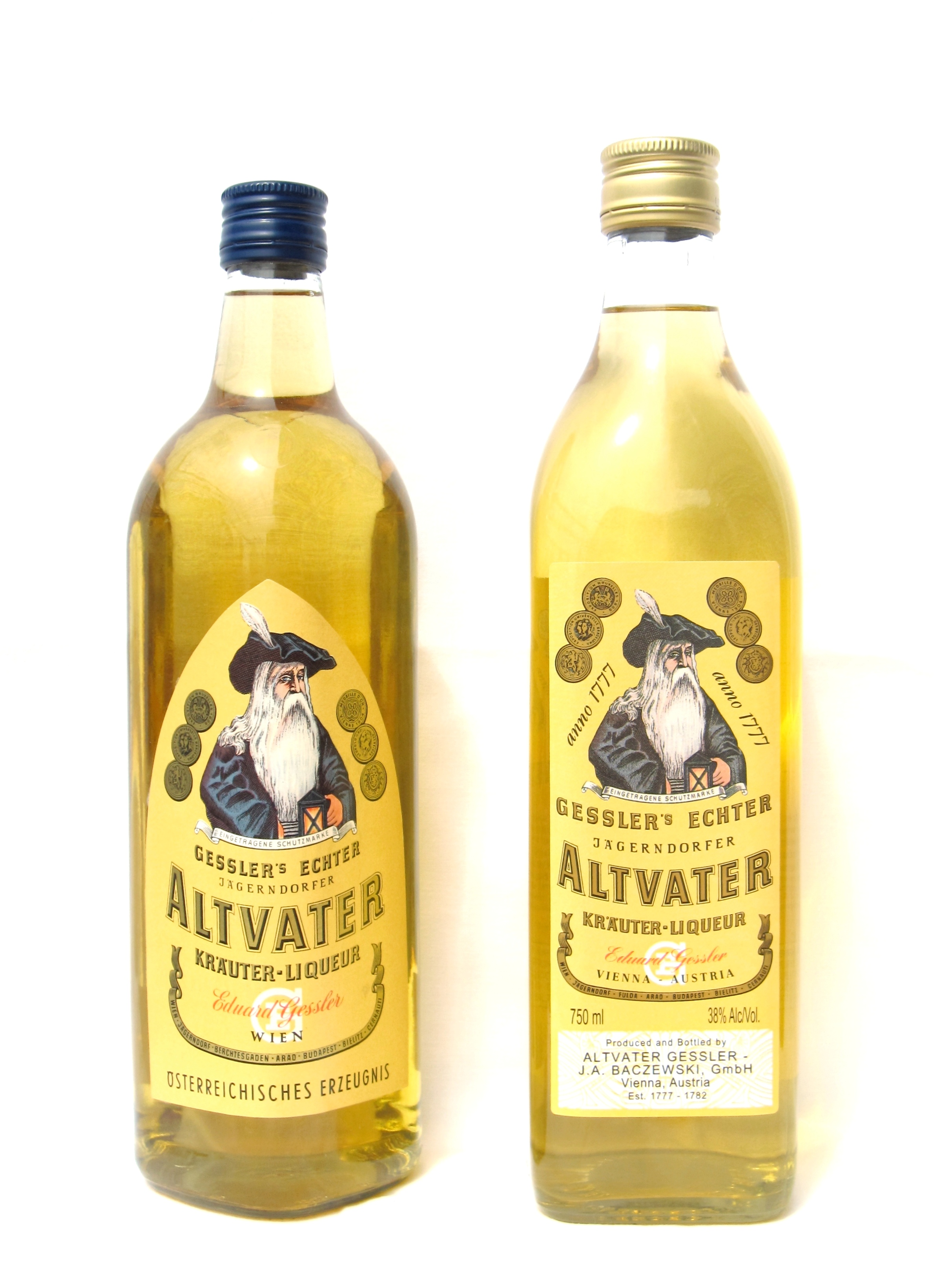
Likier ziołowy Altvater (Pradziad)

- W 1877 roku Siegfried Gessler w miejscowości Karniów sporządził recepturę i wprowadził na rynek likier ziołowy o nazwie Altvater (Pradziad)[135]. W 1873 roku Fridolín Springer założył fabrykę likierów o nazwie Springer w miejscowości Lichtvard (obecnie część gminy Světlá w gminie Světlá Hora), której ziołowy likier nosił nazwę (niem. Altvater-Urquell; cz. Praděd Prazdroj)[136][137]. W 1925 roku Rudolf Wilhelm założył tam kolejną fabrykę likierów (zamkniętą w 1939 roku) produkującą likier ziołowy o nazwie (niem. Original Altvater-Sternmarke)[138].
- Hotele i pensjonaty w wielu okolicznych miejscowościach, takich jak: Jesionik[139], Karlov pod Pradědem[140], Rýmařov[141] i Zlaté Hory[142] noszą nazwę Praděd (Pradziad).
- W Górach Opawskich na stoku góry Huk blisko miejscowości Vrbno pod Pradědem wyznaczono ścieżkę dydaktyczną o nazwie (cz. NS Vyhlídka Praděd)[143].
- Przez górę Pradziad przechodzili w drodze do miejscowości Prudnik bohaterowie powieści Lato umarłych snów autorstwa niemieckiego pisarza Harry’ego Thürka[144].